# الخصيان (طائفة)
الخصيانأو السكوبتسي (بالروسية: скопцы)‏ هي طائفة سرية انتشرت في الإمبراطورية الروسية. اشتًهر الخصيان بممارساتهم إخصاء الرجال واستئصال الثدي للنساء وفقاً لتعاليمهم الرافضة للشهوة الجنسية. نشأت الطائفة كامتداد لطائفة معروفة باسم «شعب الله» التي أشير لها لأول مرة في أواخر القرن 18. اضطهدت الحكومة الإمبراطورية هذه الطائفة ومن ثم من قبل الإتحاد السوفيتي، نمت الطائفة نمواً كبيراً قبل أن تتلاشى في الغموض في منتصف القرن العشرين.

## المعتقدات وممارسة الإخصاء

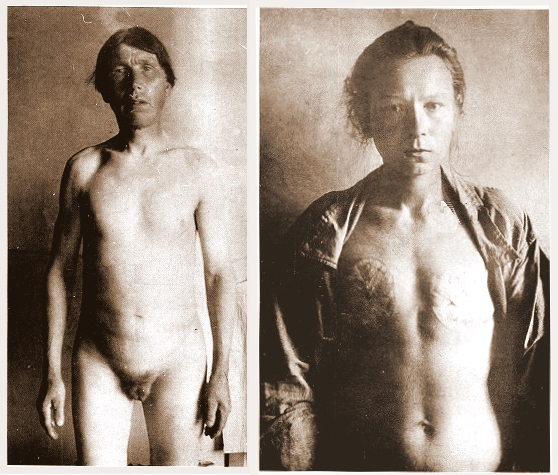
رجل وامرأة خصيين بـ "الختم الأكبر"

الخصيان هي صيغة جمع من «خصي» وأصل الكلمة باللغة الروسية هو "skopets" وتعني «الإنسان المخصي». وكما يشير الاسم فإن السمة الأساسية للطائفة هي الإخصاء. لديهم اعتقاد بأنه بعد طرد آدم وحواء من جنة عدن، كان لديهم النصف المتبقي من الفاكهة المحرمة والتي غرست في أجسادهم مكونه كلاً الخصيتينو الثديين. لهذا، فإنه عند إزالة هذه الأعضاء الجنسية فإن المخصي يعود بعد ذلك إلى حالة الصفاء والنقاء إلى ما قبل الخطيئة الأصلية. يعتقد الخصيان أنهم عندما يقومون بذلك فإنهم يوفون إلى المسيح تمام الإيفاء حسب ما ورد في إنجيل متى 19:12 و18:8,9.
هناك نوعان من الإخصاء: ختم أصغر وختم أكبر (أي إخصاء جزئي وإخصاء كامل). بالنسبة للرجال، فالختم الأصغر يعني إزالة الخصيتين فقط، بينما في الختم الأكبر يتم إزالة كلاً من الخصيتين والقضيب. الرجال الذين قاموا بالختم الأكبر يستخدمون قرن البقر عند عملية التبول. يتم إجراء الإخصاء باستخدام وسائل بداية مثل موس الحلاقة ولا يتم استخدام أي مواد مخدرة أثناء العملية.

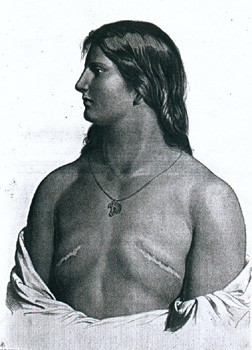
انثى مخصيه.

أول عملية إخصاء لأنثى تعود لعام 1815. يتم في العادة إزالة الثديين، ووفقاً لموسوعة 1911، فإن بعض الروايات تشير إلا انه يتم إزالة شفرات المهبلين، مما يجعل العملية شكل من أشكال ختان الإناث.
يعتقد الخصيان أن الشر الرئيس في هذا العالم يكمن في (الجمال الجسدي، وسلوك الإنسان الجنسي، والرغبة الجنسية، الخ) والذي بدوره يمنع البشر من التواصل مع الله. الطريق إلى الكمال يبدأ باستئصال السبب ومن ثم تحرير الروح. يضمن الإخصاء أنه لا سبيل إلى ارتكاب أي من الذنوب التي تسببها الرغبة الجنسية.

## التاريخ
تم اكتشاف الخصيان لأول مرة من قبل السلطات الروسية المدنية عام 1771 في منطقة أوريول. أدين فلاح روسي اسمه أندريه إيفانوف بإقناع ثلاثة عشر فلاحاً بأن يقوموا بإخصاء أنفسهم. وقام بمساعدته فلاح آخر اسمه كوندراتي سيليفانوف. أجري تحقيق على إثر تلك الأحداث. تم اعتقال إيفانوف وإرساله إلى سيبيريا. بينما هرب سيليفانوف، لكن تم القبض عليه في عام 1775.
انتشر مذهب الخصيان مع هروب سيليفانوف من سيبيريا وإدعائه أنه المتجسد في شخص بيتر الثالث الروسي. أدعى سيليفانوف أيضاً انه «ملك الملوك وإله الآلهة»، وأعلن أن مهمته هي تخليص المؤمنين من خلال عملية الإخصاء.
لمدة ثمانية عشر عاماً عاش سيليفانوف في سانت بطرسبرغ، في بيت أحد تلاميذه، وتلقى ولاءً مضاعفاً كذلك الذي يحصل عليه المسيح والقيصر. في عام 1797، تم إعقاله مجدداً بأوامر القيصر بافل الأول وأودع في مستشفى المجانين. وتم الإفراج عليه تحت حكم ألكسندر الأول، ولكنه ما لبث أن القي القبض عليه مجدداً عام 1820 ولكن هذه المرة أودع في دير سوزدال، حيث توفي هناك عام 1832 عن عمر يناهز المائة عام. لم يتم القضاء على مذهب الإخصاء على الرغم من جميع التحقيقات الغاضبة التي قام بها القسم الثالث في المستشارية (الشرطة السرية للقيصر) واستمرت الشائعات في الازدهار.
لم تقتصر الطائفة على طبقة الفلاحين فقط. فقد كان من ضمنهم أتباعها النبلاء، الضباط العسكريين والبحريين، موظفو الخدمة المدنية، الكهنة والتجار، وكانت أعدادهم في تزايد مستمر حتى انه تم نقل 515 من الذكور و240 من الإناث ممن ينتمون إلى الجماعة إلى سيبريا كعقاب بين عامي 1847 و1866ولم يأثر ذلك بأي شكل من الأشكال على وجود الجماعة. في عام 1874 كان تعداد الجماعة حوالي 5444، منهم 1465 من الإناث. من هؤلاء كان هنالك 703 من الرجال و100 من النساء ممن أشترك في أعمال تشويه جسديه.
مورست ضد الخصيان العديد من الممارسات القمعية إلى جانب السخرية منهم. حيث كان يتم إلباس الذكر منهم ملابس أنثى ويُطاف بهم حول القرية وهم يرتدون قبعات الحمقى. في عام 1876، تم ترحيل 130 شخص منهم. وللهروب من تلك الأوضاع، قرر العديد منهم الهجرة إلى رومانيا حيث أختلط العديد منهم مع المؤمنين القدامى الذين تم نفيهم من قبل والذين يعرفون باسم ليبوفانز. يقول الكاتب الروماني المعروف أيون لوكا كاراجياله انه في أواخر القرن التاسع عشر، كان أغلب من يقودون عربات الأحصنة المعدة للأجرة في بوخارست هم من الخصيان الروس (يطلق عليهم Scopiţi باللغة الرومانية). مع أن القانون الروسي كان صارماً تجاههم، حيث كان يجب على كل خصي ان يسجل نفسه، إلا ان ذلك لم يأثر على شعبية المذهب.
بدأ الخصيان يعرفون باسم المرابين (نيويورك تايمز 1910)، وكان هناك مصطبة في سانت بطرسبرغ معروفة باسم «مصطبة الخصيان».
أصبح أتباع هذا المذهب ما يقارب من 100,000 تابع في مطلع القرن العشرين، على الرغم من جميع أنواع القمع والمحاكمات التي تتعرض له اتباع الطائفة (نيويورك تايمز 1910). بفضل المزيد من الضغوط التي مورست ضدهم وبفضل مشروع الزراعة الجماعية في إطار الاتحاد السوفيتي، أمكن تخفيض أعداد أتباع الجماعة ليصلوا إلى بضعة الآف في عام 1929، ويعتقد أن الطائفة لقيت حتفها تقريباً في أيامنا هذه (لين 1978).

## ممارسات ومعتقدات أخرى
طائفة الخصيان لا تدين مبدأ الزواج تماماً، حيث سمح لبعض أعضائها ان يكون لديهم ولد واحد، وأولئك الذين في بوخارست سمح لهم بولدين، وذلك قبل انضمامهم للجماعه بشكل كلي. الجماعة لم تكن متشائمة، كما لم يكن لديها رغبه في الوصول إلى نهاية الجنس البشري، بل كانت تهدف إلى الوصول بالفرد إلى درجة الكمال. طقوسهم الدينية تشمل الغناء، الرقص المحموم الذي يفضي إلى النشوة، كذلك الذي يقوم به المولويةالصوفية. يطلب من جميع الأعضاء المنتمين إلى الجماعة القيام بأداء قسم سري صارم، ومن ثم يشكل هؤلاء الأعضاء ما يعرف بالجمعية تعاونية تبادلية.
يتم عقد الاجتماعات الخاصة بالطائفة في وقت متأخر من الليل داخل أقبية، وتستمر هذه الاجتماعات حتى الفجر. يرتدي الرجال في هذه الاجتماعات قمصان بيضاء طويلة وواسعه ومقصوصة بشكل معين مع حزام وسراويل بيضاء كبيرة. ترتدي النساء أيضاً ملابس بيضاء. يرتدي جميع الحضور جوارب بيضاء ومن لم يستطع منهم فإن يأتي حافي القدمين. يشيرون إلى أنفسهم باسم «الحمام الأبيض».
يؤمن الخصيان بالسيد المسيح والذي بدورة سيقوم بتأسيس إمبراطورية من القديسين، أي الأنقياء. كما يؤمن الخصيان بأن المسيح لن يأتي إلا عندما يصبح أتباع المذهب 144,000 (رؤيا يوحنا. 14:1,4)، حيث قاموا بتوحيد جميع مجهوداتهم للوصول إلى هذا العدد. في عام 1911، كان هناك ميل لدى بعض أفراد الجماعة إلى أنه يمكن الإيفاء بتعاليم عقيدتهم من خلال العفة والعيش الانفرادي المعزول.